# Australien beim Eurovision Song Contest
Teilnehmende Rundfunkanstalt

Erste Teilnahme
2015
Anzahl der Teilnahmen
10 (Stand 2025)
Höchste Platzierung
2 (2016)
Höchste Punktzahl
511 (2016)
Niedrigste Punktzahl
28 (2021 SF)
Punkteschnitt (seit erstem Beitrag)
215,17 (Stand 2021)
Punkteschnitt pro abstimmendem Land im 12-Punkte-System
3,09 (Stand 2021)
Dieser Artikel befasst sich mit der Geschichte Australiens als Teilnehmer am Eurovision Song Contest.

## Regelmäßigkeit der Teilnahme

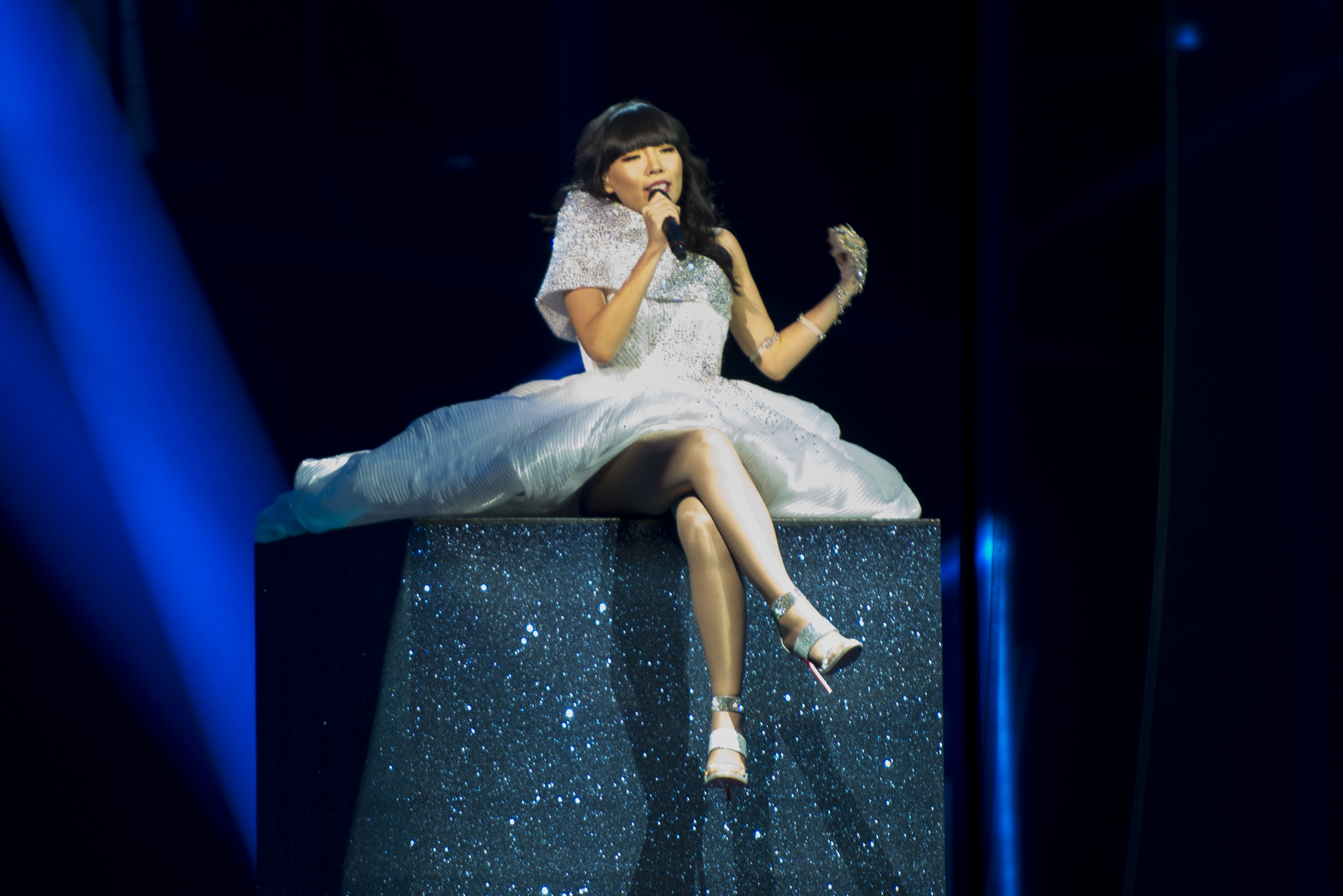
Dami Im (2016) ist Australiens bisher erfolgreichste Teilnehmerin gewesen

Bereits 1983 kam Australien mit dem Wettbewerb in Verbindung, als der Wettbewerb erstmals dort übertragen wurde. Seither wurde der Wettbewerb regelmäßig in Australien ausgestrahlt, ohne dass das Land teilnahm. 2013, zum 30-jährigen Jubiläum der ersten Übertragung des Wettbewerbes in Australien, wurde das Land erstmals in einer Eurovision-Sendung erwähnt. So wurde während der Liveübertragung des ersten Halbfinales ein kurzes Video von SBS mit dem Titel Greetings from Australia (dt.: Grüße aus Australien) eingespielt, in dem die australische Eurovision-Kommentatorin Julia Zemiro erklärte, warum Australien den ESC mit so viel Interesse verfolge. 2014 durfte Australien erstmals die Eurovision-Bühne betreten. In der Pause des zweiten Halbfinales hatte auf Vermittlung des australischen Fernsehsenders SBS die australische Sängerin Jessica Mauboy außer Konkurrenz als Interval-Act einen Auftritt.
Schließlich gab die EBU im Februar 2015 bekannt, dass Australien anlässlich des 60-jährigen Jubiläums des Wettbewerbs sein Debüt geben wird. Das Land erhielt eine Einladung von der EBU auch wegen der dortigen Beliebtheit des Wettbewerbs. Australien war direkt für das Finale qualifiziert und durfte in beiden Halbfinalrunden abstimmen. Zunächst war geplant, dass Australien den Wettbewerb in Wien hätte gewinnen müssen, um auch 2016 teilnehmen zu dürfen. Der Wettbewerb hätte allerdings dann in Europa stattgefunden.
Nach 2015 war es zunächst unklar, ob das Land auch 2016 wieder teilnehmen werde. Im Mai 2015 sagte Jon Ola Sand, ehemaliger Executive Supervisor des ESC, dass die ESC Reference Group debattiere, Ländern außerhalb des EBU die Teilnahme zu erlauben, aber der Wettbewerb in jedem Fall in Europa ausgetragen werden würde. Am 17. November 2015 wurde von der EBU schließlich bekannt gegeben, dass Australien 2016 zum zweiten Mal in Folge teilnehmen darf. Diesmal musste es sich aber in einem Halbfinale für das Finale qualifizieren. 2018 beschloss die Reference Group der EBU, dass Australien vorerst fünf weitere Jahre, also bis 2023, weiterhin am ESC teilnehmen darf, nachdem es zunächst unklar war, ob man nach 2018 auch weiterhin als assoziiertes Teilnehmerland teilnehmen wird.

## Erfolge im Wettbewerb
Australien konnte bereits bei der ersten Teilnahme im Jahr 2015 erfolgreich debütieren: Guy Sebastian belegte im Finale Platz 5 und somit eine Platzierung unter den ersten Fünf. 2016 nahm die Sängerin Dami Im im zweiten Halbfinale teil und erreichte dort den ersten Platz. Im Finale brachte sie, zugleich auch als Siegerin des Jury-Votings, Australien auf den zweiten Platz, was das bisher beste Ergebnis Australiens darstellt. Mit einer Punktzahl von 511 Punkten erreichte sie ebenfalls die bis heute höchste Punktzahl Australiens im Wettbewerb. Nach diesem Erfolg nahm das Land auch 2017 teil.
2017 erreichte der Sänger Isaiah ebenfalls das Finale für Australien. Mit Platz 9 sicherte sich Australien dort seine dritte Platzierung unter den besten Zehn in Folge, allerdings kamen nur insgesamt zwei Punkte von den Zuschauern (aus Dänemark), die restlichen 171 Punkte bekam Australien von den Jurys. Im Jahr 2018 erreichte nach einer internen Auswahl die Sängerin Jessica Mauboy, die bereits 2014 als Interval-Act in Kopenhagen auftrat, das Finale. Dort belegte Mauboy mit 99 Punkten den 20. Platz, ihr Beitrag bekam die wenigsten Televoting-Punkte. Auch für 2019 wurde eine Teilnahme angekündigt, ehe im Februar 2019 bekannt gegeben wurde, dass Australien mindestens bis zum Jahr 2023 am ESC teilnehmen wird. Somit trat mit Kate Miller-Heidke auch 2019 eine australische Interpretin an. Sie gewann das erste Semifinale und kam im Finale auf Platz 9 und sicherte sich somit erneut eine Platzierung in der Top 10.
Nach der Absage im Jahr 2020 schied Australien 2021 zum ersten Mal seit dem Debüt Australiens bereits im Halbfinale aus und nahm somit erstmals seit 2015 nicht am Finale teil. Mit Platz 14 von 16 im Halbfinale war dies die schlechteste Platzierung bisher. Auch die 28 Punkte stellten Australiens bisher niedrigste Punktzahl im Wettbewerb dar.
2022 qualifizierte man sich mit Platz 2 im Halbfinale wieder für das Finale, wo man mit Platz 15 eine Platzierung im Mittelfeld erreichte. Es war nach 2018 erst das zweite Mal, dass ein Beitrag aus Australien, der das Finale erreichte, nicht unter die ersten Zehn gelangte. 2023 gewann Australien das zweite Halbfinale und qualifizierte sich somit erneut für das Finale. Im Finale belegte man mit Platz 9 wieder eine Platzierung unter den ersten Zehn, zum ersten Mal seit 2019. 2024 konnte sich Australien nicht für das Finale qualifizieren und landete im Halbfinale auf dem elften von 15 Plätzen. Auch 2025 scheiterte man knapp als Elftplatzierter im Halbfinale, womit Australien erstmals zweimal in Folge das Finale verpasste. Beide Beiträge erreichten jeweils 41 Punkte.
Insgesamt landeten 5 von 10 Beiträgen – also die Hälfte in der linken Tabellenhälfte. Mit einem zweiten Platz und vier weiteren Platzierungen innerhalb der besten Zehn zählt Australien zu den erfolgreichsten Teilnehmern im Wettbewerb. Das Land erreichte in jedem Jahr – mit Ausnahme von 2021, 2024 und 2025 – das Finale. 2016 konnte man den Wettbewerb beinahe gewinnen. Auffällig ist allerdings, dass Australien häufig deutlich schlechter beim Zuschauervoting abschnitt als bei den Jurys: so erreichte man 2017 von den Jurys 171 Punkte, von den Zuschauern lediglich 2. Auch 2018 erreichte man nur 9 Punkte von den Zuschauern, während man von den Jurys 90 erhielt. Ein ähnliches Szenario gilt für 2022, wo man 123 Punkte allein von den Jurys erhielt, aber nur 2 von den Zuschauern. Trotz alldem gehört Australien zu den erfolgreichsten Teilnehmern des Wettbewerbs.

## Liste der Beiträge
Farblegende:
– 1. Platz. 
– 2. Platz. 
– 3. Platz. 
– Punktgleichheit mit dem letzten Platz.
– ausgeschieden im Halbfinale/in der Qualifikation/im osteuropäischen Vorentscheid.
– keine Teilnahme/nicht qualifiziert.
– Absage des Eurovision Song Contests.
| Jahr | Interpret          | Lied Musik (M) und Text (T)                                                                                  | Sprache                   | Übersetzung            | Finale                                           | Finale                                           | Halbfinale/ Qualifikation                        | Halbfinale/ Qualifikation                        | Nationaler Vorentscheid            |
| Jahr | Interpret          | Lied Musik (M) und Text (T)                                                                                  | Sprache                   | Übersetzung            | Platz                                            | Punkte                                           | Platz                                            | Punkte                                           | Nationaler Vorentscheid            |
| ---- | ------------------ | --- | ------------------------- | ---------------------- | ------------------------------------------------ | ------------------------------------------------ | ------------------------------------------------ | ------------------------------------------------ | ---------------------------------- |
| 2015 | Guy Sebastian      | Tonight Again M/T: Guy Sebastian, David Ryan Harris, Louis Schoorl                                           | Englisch                  | Heute Abend wieder     | 5 / 27                                           | 196                                              | Direkte Qualifikation                            | Direkte Qualifikation                            | interne Auswahl                    |
| 2016 | Dami Im            | Sound of Silence M/T: DNA (David Musumeci, Anthony Egizii)                                                   | Englisch                  | Klang der Stille       | 2 / 26                                           | 511                                              | 1 / 18                                           | 330                                              | interne Auswahl                    |
| 2017 | Isaiah Firebrace   | Don’t Come Easy M/T: DNA (David Musumeci, Anthony Egizii), Michael Angelo                                    | Englisch                  | Es fällt nicht leicht  | 9 / 26                                           | 173                                              | 6 / 18                                           | 160                                              | interne Auswahl                    |
| 2018 | Jessica Mauboy     | We Got Love M: DNA (David Musumeci, Anthony Egizii); T: DNA (David Musumeci, Anthony Egizii), Jessica Mauboy | Englisch                  | Wir haben Liebe        | 20 / 26                                          | 99                                               | 4 / 18                                           | 212                                              | interne Auswahl                    |
| 2019 | Kate Miller-Heidke | Zero Gravity M: Kate Miller-Heidke, Keir Nuttall, Julian Hamilton; T: Kate Miller-Heidke, Keir Nuttall       | Englisch                  | Keine Schwerkraft      | 9 / 26                                           | 284                                              | 1 / 17                                           | 261                                              | Eurovision 2019: Australia Decides |
| 2020 | Montaigne          | Don’t Break Me M/T: Montaigne, DNA (David Musumeci, Anthony Egizii)                                          | Englisch                  | Mach mich nicht kaputt | Absage wegen der COVID-19-Pandemie durch die EBU | Absage wegen der COVID-19-Pandemie durch die EBU | Absage wegen der COVID-19-Pandemie durch die EBU | Absage wegen der COVID-19-Pandemie durch die EBU | Eurovision 2020: Australia Decides |
| 2021 | Montaigne          | Technicolour M/T: Montaigne, Dave Hammer                                                                     | Englisch                  | Farbenprächtig         | Ausgeschieden                                    | Ausgeschieden                                    | 14 / 16                                          | 28                                               | interne Auswahl                    |
| 2022 | Sheldon Riley      | Not the Same M/T: Cam Nacson, Sheldon Riley, Timi Temple                                                     | Englisch                  | Nicht dasselbe         | 15 / 25                                          | 125                                              | 2 / 18                                           | 243                                              | Eurovision 2022: Australia Decides |
| 2023 | Voyager            | Promise M: Daniel Estrin, Alex Canion, Ashley Doodkorte, Scott Kay, Simone Dow; T: Daniel Estrin             | Englisch                  | Versprich              | 9 / 26                                           | 151                                              | 1 / 16                                           | 149                                              | interne Auswahl                    |
| 2024 | Electric Fields    | One Milkali (One Blood) M/T: Zaachariaha Fielding, Michael Ross                                              | Englisch, Yankunytjatjara | Ein Blut               | Ausgeschieden                                    | Ausgeschieden                                    | 11 / 15                                          | 41                                               | interne Auswahl                    |
| 2025 | Go-Jo              | Milkshake Man M/T: Jason Bovino, George Sheppard, Marty Zambotto, Amy Sheppard                               | Englisch                  | Milchshake-Mann        | Ausgeschieden                                    | Ausgeschieden                                    | 11 / 16                                          | 41                                               | interne Auswahl                    |

## Nationale Vorentscheide

### Interne Auswahl (2015–2018, 2021, 2023, 2024)
Von 2015 bis einschließlich 2018 bestimmte der Sender SBS alle Interpreten mit ihren jeweiligen Songs intern. Der australische Beitrag von Guy Sebastian wurde am 16. März 2015 präsentiert. Dami Im wurde als australische Vertreterin für den ESC 2016 am 3. März 2016 bekannt gegeben, ihr Lied wurde dann eine Woche später, am 10. März 2016, veröffentlicht. Anfang März 2017 wurde Isaiah als australischer Vertreter mit seinem Lied bekannt gegeben, Jessica Mauboy am 11. Dezember 2017. Für 2023 kehrte man nach 3 Jahren wieder zu einer internen Auswahl zurück und nominierte die Band Voyager am 21. Februar 2023.

### Eurovision: Australia Decides (2019–2020, 2022)
Am 9. Februar 2019 fand die erste öffentliche Vorentscheidung Australiens, Eurovision 2019: Australia Decides, statt. Diesen gewann Kate Miller-Heidke mit ihrem Song Zero Gravity. Montaigne gewann am 8. Februar 2020, die zweite Ausgabe der Vorentscheidung, Eurovision 2020: Australia Decides, mit dem Song Don’t Break Me. 2021 wurde dann auf eine Vorentscheidung verzichtet, da Montaigne nach der Absage 2020 erneut die Chance erhalten sollte Australien zu repräsentieren. 2022 fand wieder eine öffentliche Vorentscheidung statt, die Sheldon Riley gewinnen konnte. 2023 hingegen verzichtete man auf einen Vorentscheid und wählte die Band Voyager intern aus.

## Sprachen
Australien war bis 2023 neben dem Vereinigten Königreich das einzige Land, das alle seine Beiträge ausschließlich in englischer Sprache vorstellte. Der Beitrag 2024 enthält jedoch einige Worte in der Australischen Sprache Yankunytjatjara. 2025 enthielt der Beitrag eine Zeile auf Französisch.

## Kommentatoren und Punktesprecher
Diese Liste der Kommentatoren und Punktesprecher beginnt mit dem Beginn der TV-Übertragungen in Australien.
| Jahr      | Kommentatoren                                  | Punktesprecher      |
| --------- | ---------------------------------------------- | ------------------- |
| 1983–2000 | Kommentar via BBC                              | Keine Teilnahme     |
| 2001      | Mary Coustas (kommentierte in der Rolle Effie) | Keine Teilnahme     |
| 2002      | Kommentar via BBC                              | Keine Teilnahme     |
| 2003–2004 | Des Mangan                                     | Keine Teilnahme     |
| 2005–2008 | Kommentar via BBC                              | Keine Teilnahme     |
| 2009–2014 | Julia Zemiro Sam Pang                          | Keine Teilnahme     |
| 2015–2016 | Julia Zemiro Sam Pang                          | Lee Lin Chin        |
| 2017      | Myf Warhurst Joel Creasey                      | Lee Lin Chin        |
| 2018      | Myf Warhurst Joel Creasey                      | Ricardo Gonçalves   |
| 2019      | Myf Warhurst Joel Creasey                      | Electric Fields     |
| 2020      | Wettbewerb abgesagt                            | Wettbewerb abgesagt |
| 2021      | Myf Warhurst Joel Creasey                      | Joel Creasey        |
| 2022      | Myf Warhurst Joel Creasey                      | Courtney Act        |
| 2023      | Myf Warhurst Joel Creasey                      | Catherine Martin    |
| 2024      | Myf Warhurst Joel Creasey                      | Danny Estrin        |
| 2025      | Courtney Act & Tony Armstrong                  | Silia Kapsis        |

## Punktevergabe
Folgende Länder erhielten die meisten Punkte von oder vergaben die meisten Punkte an Australien (Stand: 2025):
| Die meisten im Finale vergebenen Punkte | Die meisten im Finale vergebenen Punkte | Die meisten im Finale vergebenen Punkte |
| Platz                                   | Land                                    | Punkte                                  |
| --------------------------------------- | --------------------------------------- | --------------------------------------- |
| 1                                       | Schweden                                | 107                                     |
| 2                                       | Israel                                  | 059                                     |
| 3                                       | Belgien                                 | 054                                     |
| 4                                       | Ukraine                                 | 051                                     |
| 5                                       | Finnland                                | 043                                     |
| 5                                       | Malta                                   | 043                                     |

| Die meisten im Finale erhaltenen Punkte | Die meisten im Finale erhaltenen Punkte | Die meisten im Finale erhaltenen Punkte |
| Platz                                   | Land                                    | Punkte                                  |
| --------------------------------------- | --------------------------------------- | --------------------------------------- |
| 1                                       | Schweden                                | 076                                     |
| 2                                       | Island                                  | 071                                     |
| 2                                       | Vereinigtes Königreich                  | 071                                     |
| 3                                       | Polen                                   | 064                                     |
| 4                                       | Finnland                                | 062                                     |
| 5                                       | Deutschland                             | 058                                     |

| Die meisten insgesamt vergebenen Punkte | Die meisten insgesamt vergebenen Punkte | Die meisten insgesamt vergebenen Punkte |
| Platz                                   | Land                                    | Punkte                                  |
| --------------------------------------- | --------------------------------------- | --------------------------------------- |
| 1                                       | Schweden                                | 183                                     |
| 2                                       | Israel                                  | 116                                     |
| 3                                       | Belgien                                 | 105                                     |
| 4                                       | Ukraine                                 | 090                                     |
| 5                                       | Zypern                                  | 081                                     |

| Die meisten insgesamt erhaltenen Punkte | Die meisten insgesamt erhaltenen Punkte | Die meisten insgesamt erhaltenen Punkte |
| Platz                                   | Land                                    | Punkte                                  |
| --------------------------------------- | --------------------------------------- | --------------------------------------- |
| 1                                       | Polen                                   | 147                                     |
| 2                                       | Schweden                                | 127                                     |
| 3                                       | Island                                  | 123                                     |
| 4                                       | Finnland                                | 116                                     |
| 5                                       | Belgien                                 | 111                                     |

### Vergaben der Höchstwertung
Seit 2015 vergab Australien im Finale die Höchstpunktzahl an 13 verschiedene Länder, davon je dreimal an Belgien und Schweden. Im Halbfinale dagegen vergab Australien die Höchstpunktzahl an 13 verschiedene Länder, davon dreimal an Schweden.
| Höchstwertung (Finale) | Höchstwertung (Finale)     | Höchstwertung (Finale) |
| Jahr                   | Land                       | Platz (Finale)         |
| ---------------------- | -------------------------- | ---------------------- |
| 2015                   | Schweden                   | 1                      |
| 2016                   | Belgien (J & T)            | 10                     |
| 2017                   | Vereinigtes Königreich (J) | 15                     |
| 2017                   | Moldau (T)                 | 3                      |
| 2018                   | Schweden (J)               | 7                      |
| 2018                   | Israel (T)                 | 1                      |
| 2019                   | Schweden (J)               | 5                      |
| 2019                   | Norwegen (T)               | 6                      |
| 2020                   | Wettbewerb abgesagt        | Wettbewerb abgesagt    |
| 2021                   | Malta (J)                  | 7                      |
| 2021                   | Island (T)                 | 4                      |
| 2022                   | Spanien (J)                | 3                      |
| 2022                   | Ukraine (T)                | 1                      |
| 2023                   | Belgien (J)                | 7                      |
| 2023                   | Finnland (T)               | 2                      |
| 2024                   | Irland (J)                 | 6                      |
| 2024                   | Israel (T)                 | 5                      |
| 2025                   | Griechenland (J)           | 6                      |
| 2025                   | Israel (T)                 | 2                      |

| Höchstwertung (Halbfinale) | Höchstwertung (Halbfinale)    | Höchstwertung (Halbfinale) |
| Jahr                       | Land                          | Platz (Halbfinale)         |
| -------------------------- | ----------------------------- | -------------------------- |
| 2015                       | Serbien (Erstes Halbfinale)   | 9                          |
| 2015                       | Schweden (Zweites Halbfinale) | 1                          |
| 2016                       | Belgien (J & T)               | 3                          |
| 2017                       | Polen (J)                     | 9                          |
| 2017                       | Moldau (T)                    | 2                          |
| 2018                       | Schweden (J)                  | 2                          |
| 2018                       | Dänemark (T)                  | 5                          |
| 2019                       | Tschechien (J)                | 2                          |
| 2019                       | Island (T)                    | 3                          |
| 2020                       | Wettbewerb abgesagt           | Wettbewerb abgesagt        |
| 2021                       | Malta (J)                     | 1                          |
| 2021                       | Ukraine (T)                   | 2                          |
| 2022                       | Schweden (J)                  | 1                          |
| 2022                       | Serbien (T)                   | 3                          |
| 2023                       | Österreich                    | 2                          |
| 2024                       | Kroatien                      | 1                          |
| 2025                       | Israel                        | 1                          |

## Verschiedenes
- Australien war das einzige Land, das vor 2016 mehr als zweimal die Höchstwertung (12 Punkte) in den ESC-Shows vergeben hat, da Australien 2015 in beiden Halbfinalen und im Finale abstimmen durfte. Seit 2016 vergeben alle Länder insgesamt viermal die Höchstwertung.
- Am 20. April 2021 wurde bekanntgegeben, dass die australische Delegation wegen der COVID-19-Pandemie nicht anreisen könne, weshalb die Live-on-Tape-Version von Montaigne gezeigt wurde.[12]
- Von 2010 bis 2014 veranstaltete Australien jedes Jahr selber eine Zuschauerabstimmung. Das Ergebnis floss zwar nicht in das Endergebnis mit ein, zeigte aber, für wen sich das australische Publikum entschieden hätte.

## Impressionen

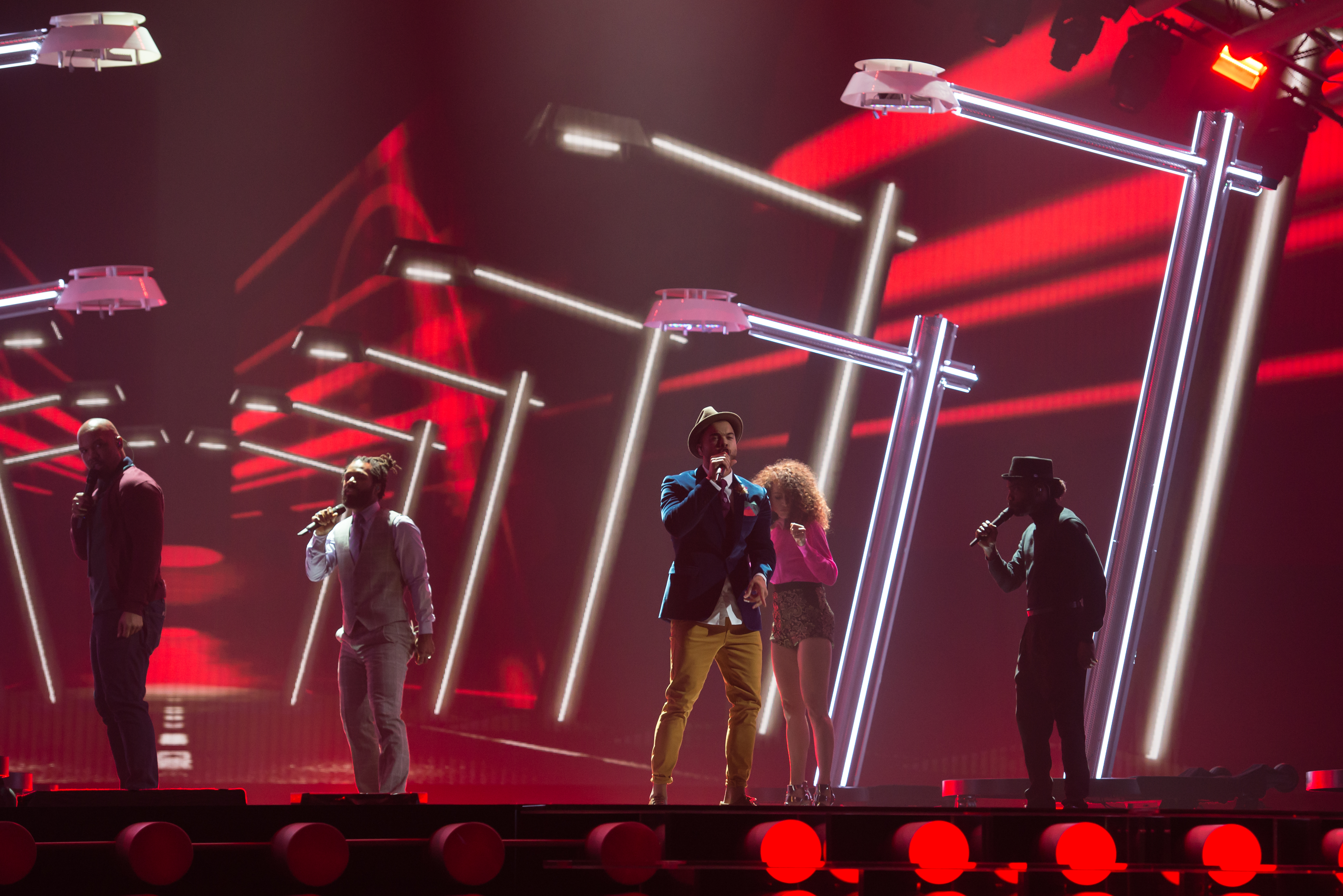
Guy Sebastian 2015
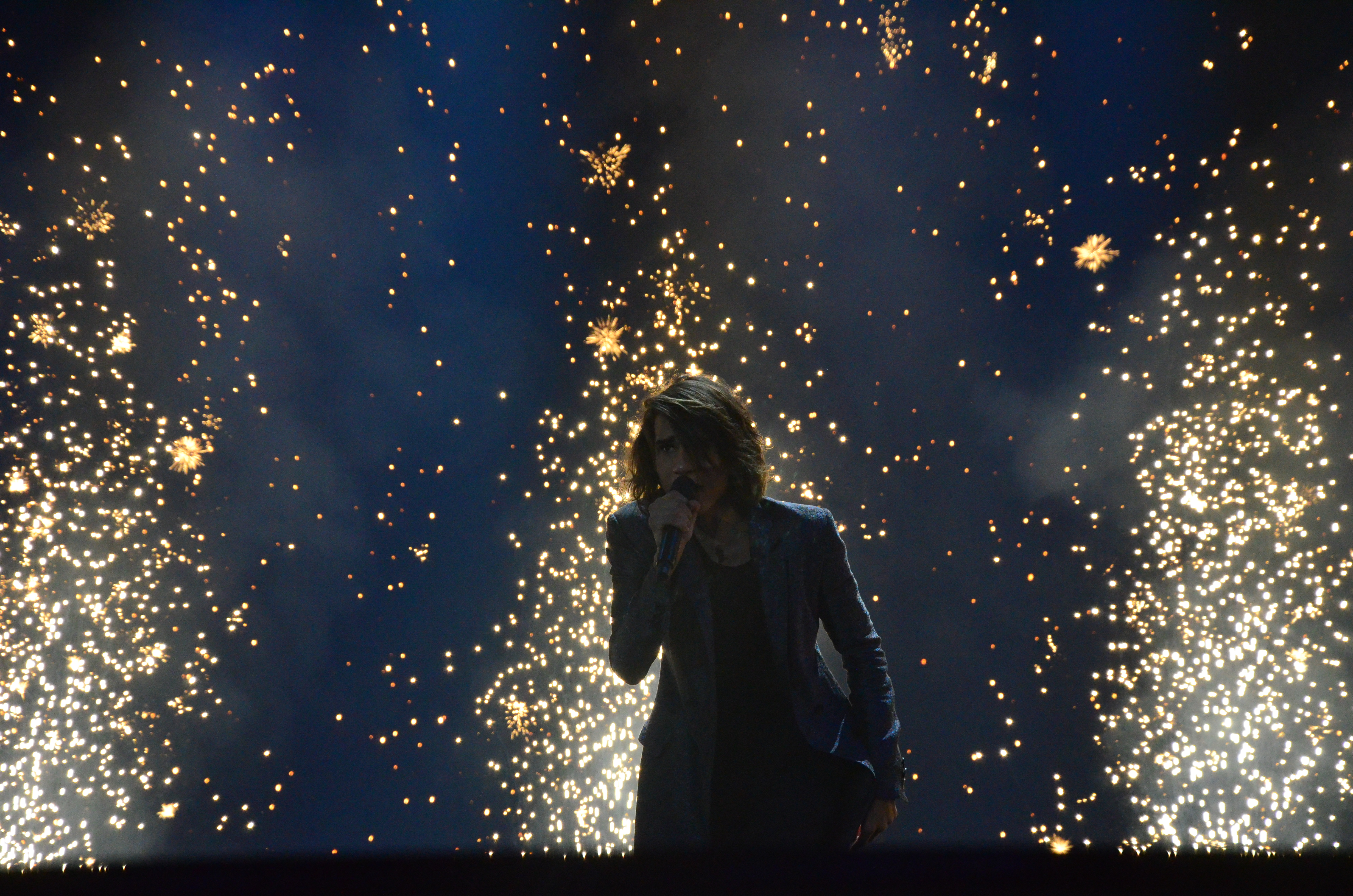
Isaiah 2017
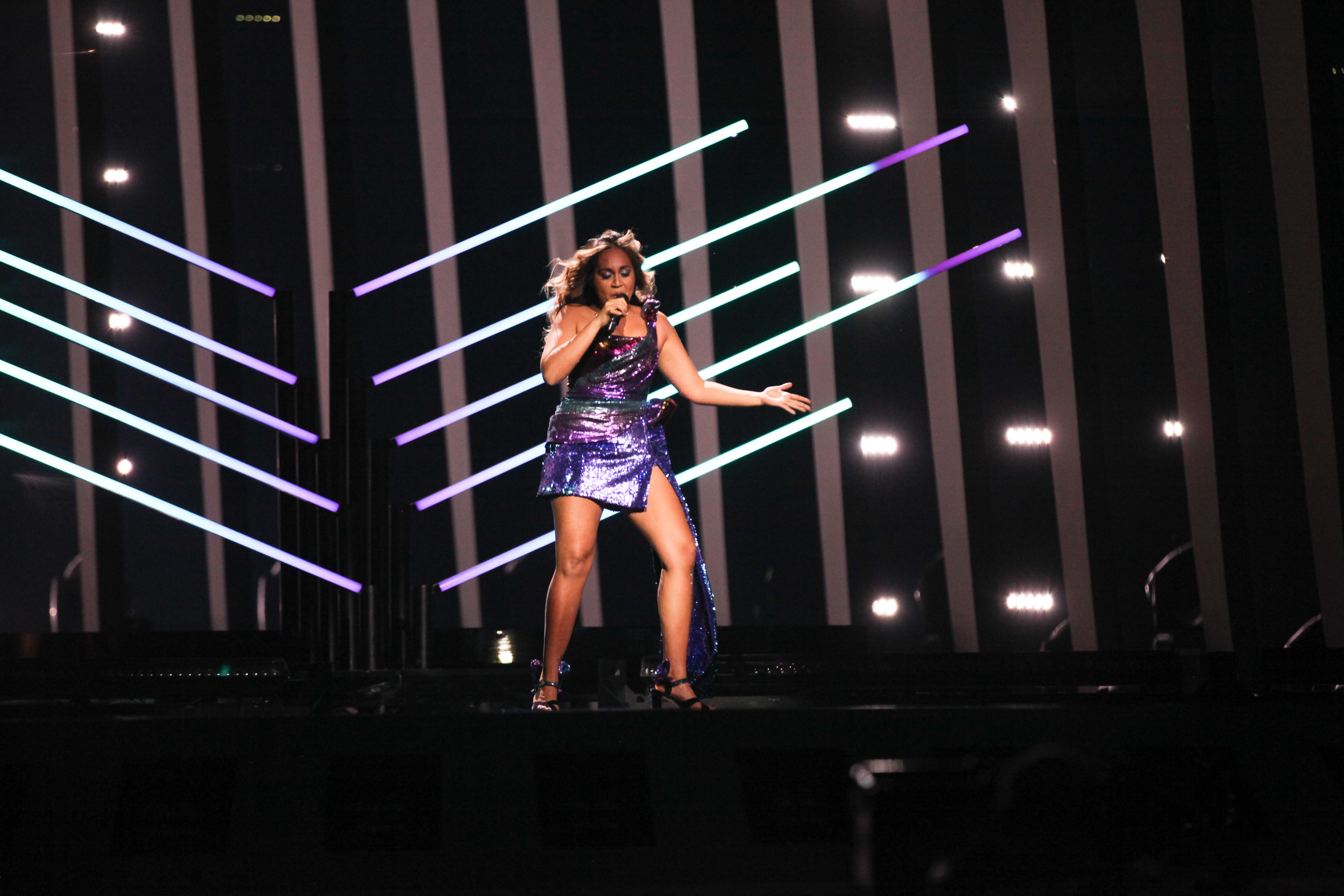
Jessica Mauboy 2018
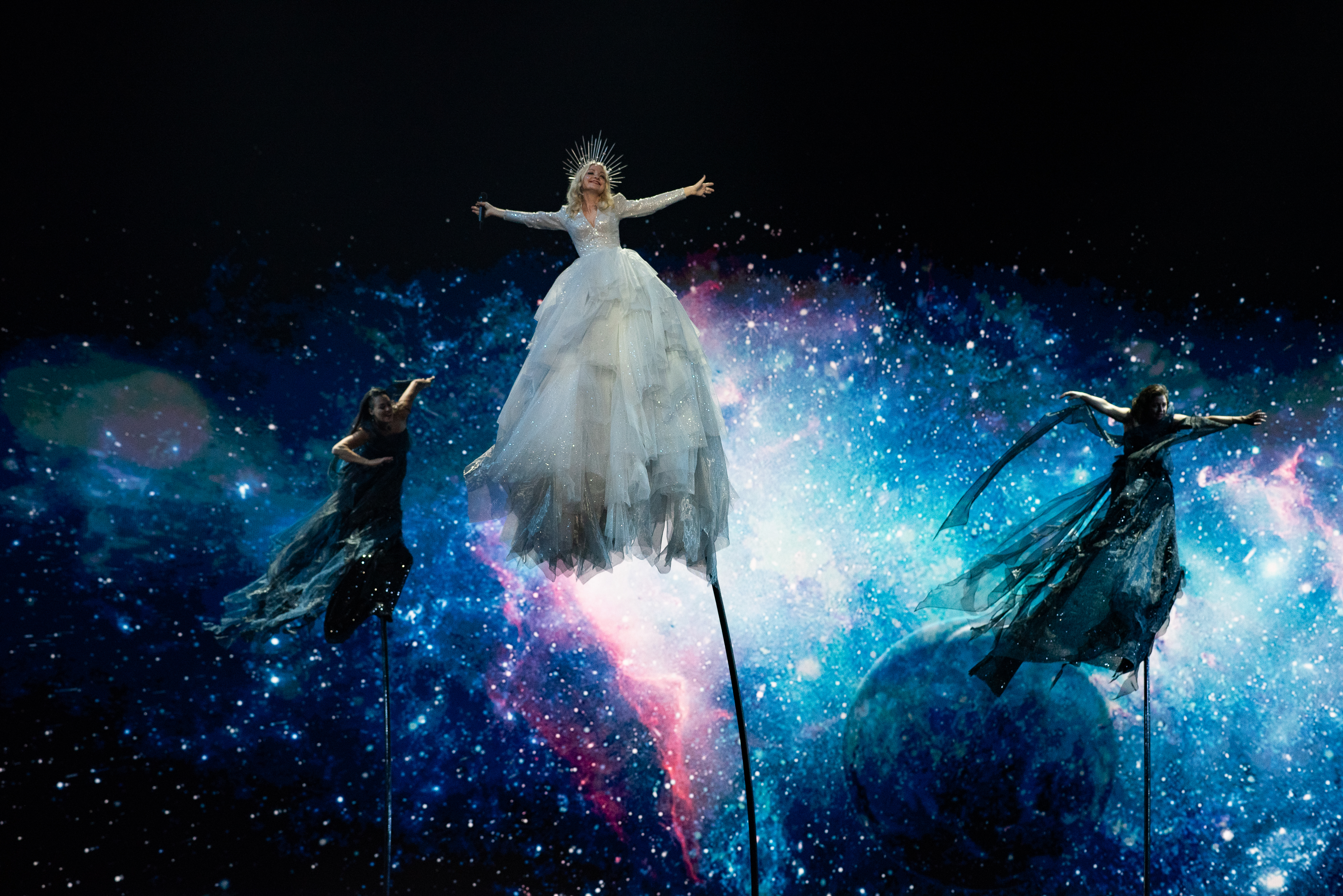
Kate Miller-Heidke 2019
Montaigne 2021
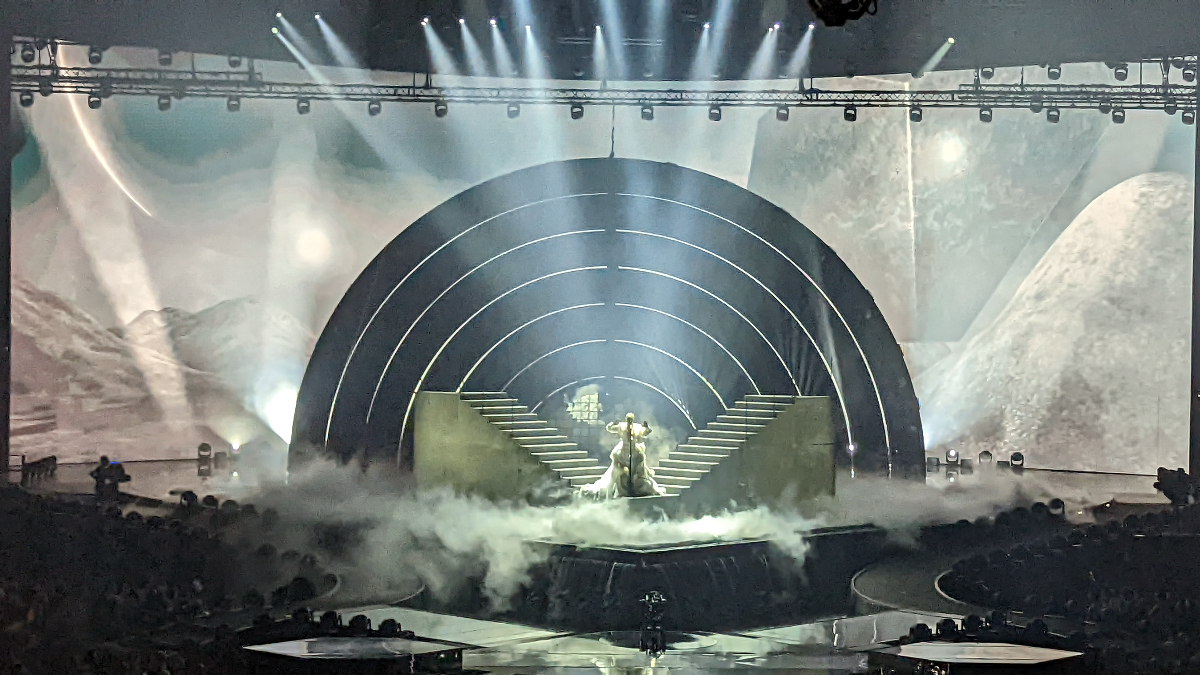
Sheldon Riley 2022
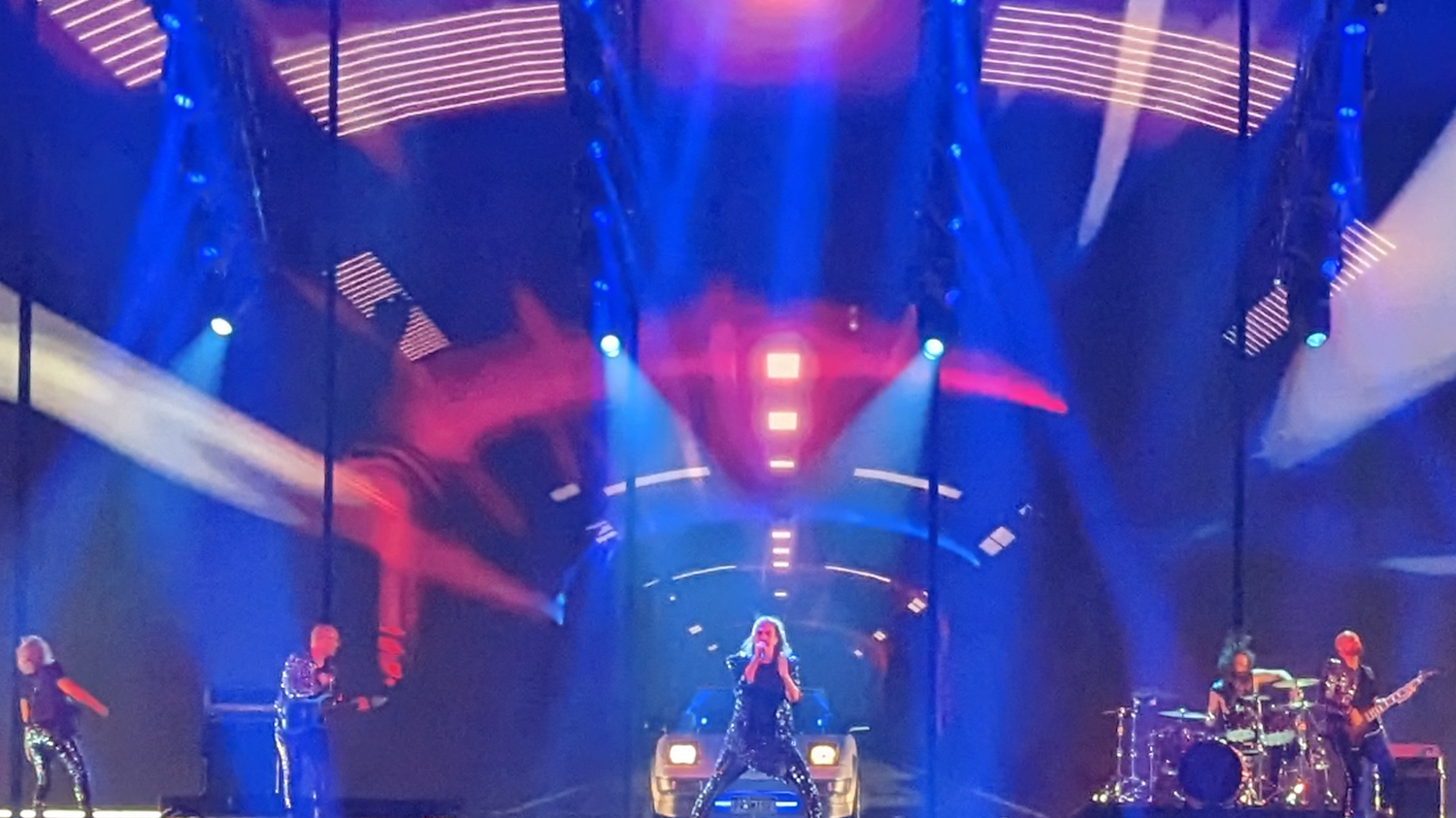
Voyager 2023
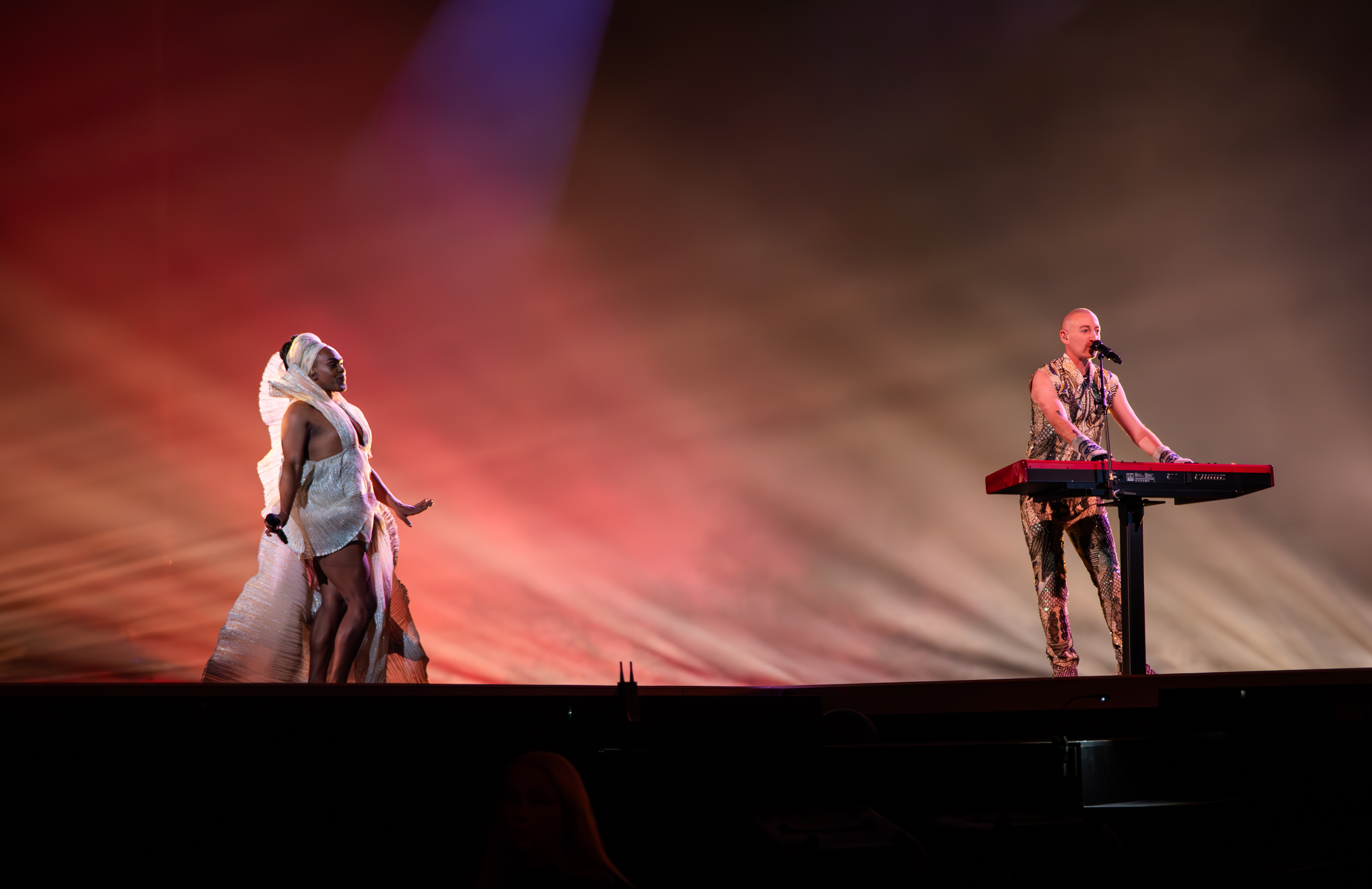
Electric Fields 2024
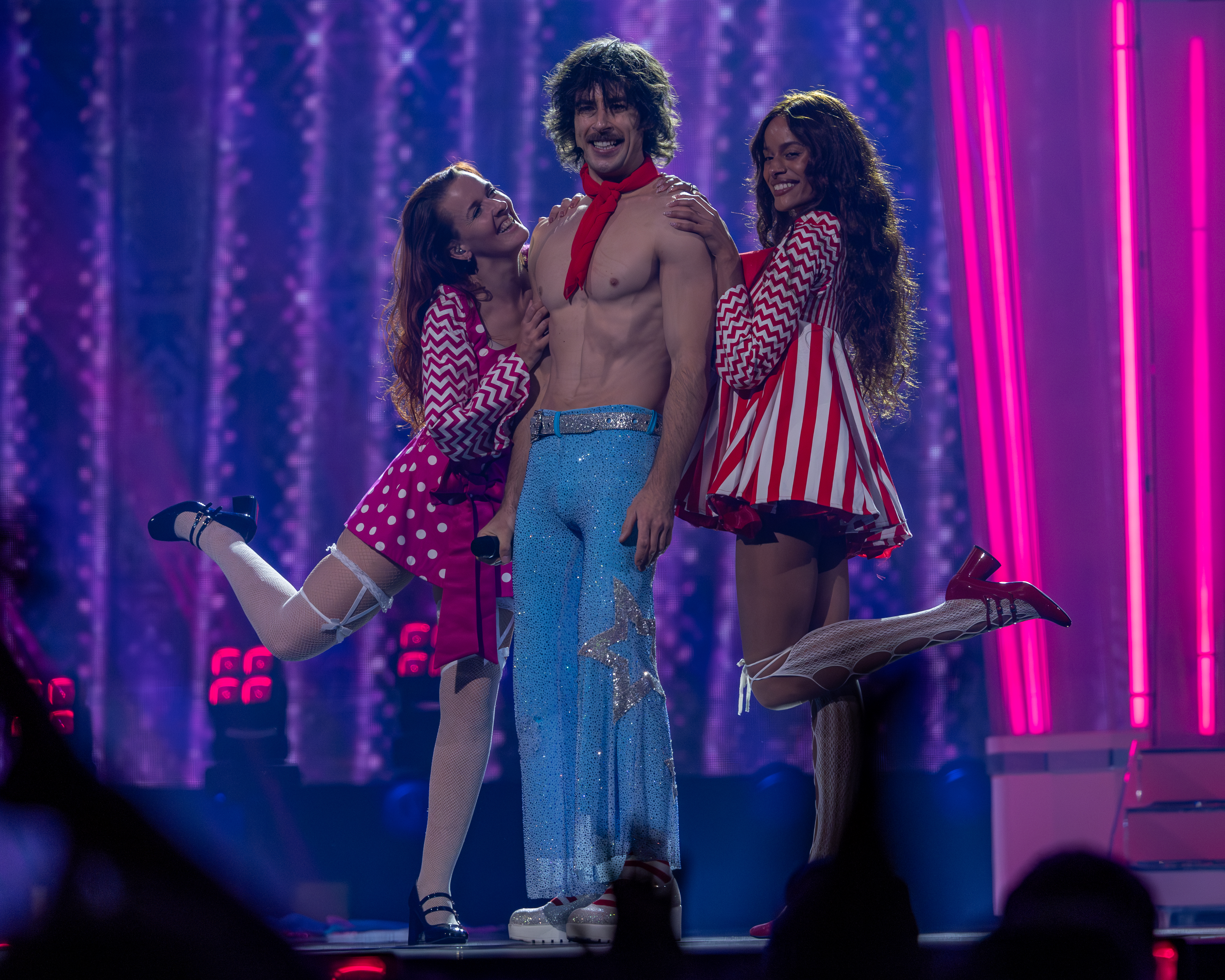
Go-Jo 2025